# Culebra (Culebra)
Culebra es un barrio-pueblo ubicado en la isla-municipio de Culebra en el estado libre asociado de Puerto Rico. En el Censo de 2010 tenía una población de 462 habitantes y una densidad poblacional de 825,83 personas por km². Culebra barrio-pueblo tiene una ciudad capital conocida como Dewey.

## Geografía

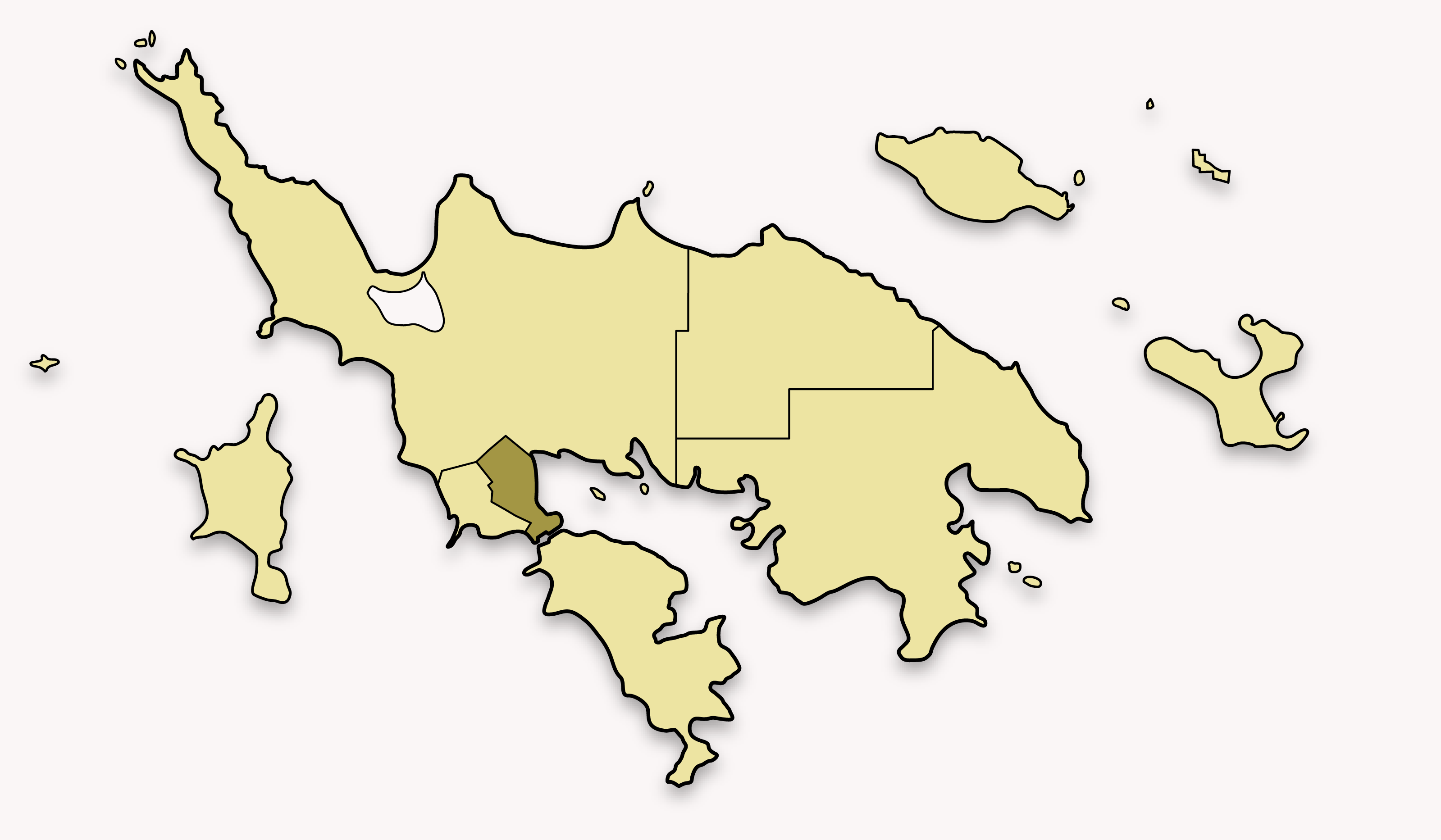
Ubicación de Culebra Pueblo en Culebra

Culebra barrio-pueblo se encuentra ubicado en las coordenadas 18°18′21″N 65°18′8″O / 18.30583, -65.30222. Según la Oficina del Censo de los Estados Unidos, Culebra barrio-pueblo tiene una superficie total de 0,56 km², de la cual 0,33 km² corresponden a tierra firme y (40,74%) 0,23 km² es agua.

## Demografía
Según el censo de 2010, había 462 personas residiendo en Culebra. La densidad de población era de 825,83 hab./km². De los 462 habitantes, Culebra estaba compuesto por el 56,49% blancos, el 32,03% eran afroamericanos, el 0,22% eran asiáticos, el 2,6% eran de otras razas y el 8,66% pertenecían a dos o más razas. Del total de la población el 95,02% eran hispanos o latinos de cualquier raza.